# معركة جزيرة رامري
قالب:Campaignbox Burma
معركة جزيرة رامري (بالبورمية: ရမ်းဗြဲကျွန်း တိုက်ပွဲ)، والمعروفة أيضًا باسم عملية مصارع الثيران(Operation Matador)، وقعت في الفترة من 14 يناير إلى 22 فبراير 1945، في الحرب العالمية الثانية كجزء من الهجوم على الجبهة الجنوبية في حملة بورما وأدارها الفيلق الهندي الخامس عشر.
تبلغ مساحة جزيرة رامري، وهي جزء من أراكان (ولاية راخين حاليًا)، 520 ميلًا مربعًا (1350 كيلومترًا مربعًا) ويفصلها عن البر الرئيسي مضيق يبلغ عرضه المتوسط حوالي 490 قدمًا (150 مترًا)؛ وتقع الجزيرة على بعد 70 ميلًا (110 كيلومترًا) جنوب أكياب (سيتوي حاليًا). خلال الغزو الياباني لبورما في أوائل عام 1942، تم الاستيلاء على الجزيرة. في يناير 1945، هبطت قوات الفيلق الهندي الخامس عشر على رامري وجزيرة تشيدوبا المجاورة، لإنشاء مطارات لإمداد الحملة البرية الرئيسية.
تشتهر المعركة بمزاعم مقتل مئات الجنود اليابانيين على يد التماسيح في مستنقعات المانجروف في رامري. وقد قيل أن حوالي 500-1000 جندي ياباني قُتلوا على يد تماسيح المياه المالحة. فبعد أن حوصروا في أرض عميقة مليئة بالطين، سرعان ما بدأت الأمراض الاستوائية تصيب الجنود، كما حدث مع العقارب والبعوض الاستوائي وتماسيح المياه المالحة.  وصفت بعض إصدارات موسوعة غينيس للأرقام القياسية هذا بأنه أعلى عدد من الوفيات في هجوم حيواني؛ رفض علماء الحيوان والمؤرخون العسكريون المعاصرون هذه الادعاءات.

## هجمات التماسيح المزعومة

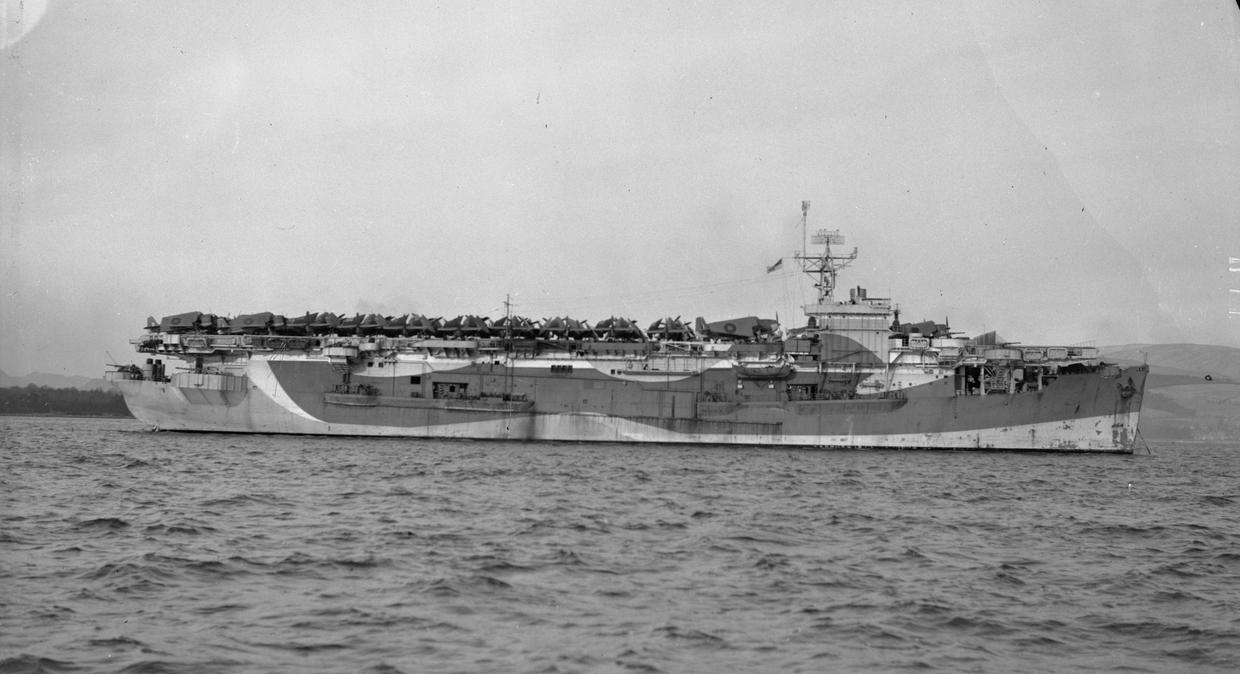

في الرابع والعشرين من فبراير عام 1945، أفاد مراسلو الحرب في وكالة رويترز أن الجنود اليابانيين الذين حاولوا الفرار من جزيرة رامري "أُجبروا بسبب الجوع على الخروج من مستنقعات المانجروف وقتل التماسيح العديد منهم". في مجموعته التي صدرت عام 1962 بعنوان "رسومات الحياة البرية القريبة والبعيدة"( Wildlife Sketches Near and Far)، وصف عالم الطبيعة الكندي، بروس رايت، أحداث المعركة، مع التركيز على افتراس التماسيح المالحة للجنود اليابانيين.
"كانت تلك الليلة [19 فبراير 1945] هي الأكثر فظاعة التي شهدها أي عضو في طاقم قارب إم إل [المحركات] على الإطلاق. كانت طلقات البندقية المتناثرة في المستنقع الأسود الحالك تخترقها صرخات الرجال الجرحى الذين سحقتهم أفواه الزواحف الضخمة، والصوت المقلق الضبابي للتماسيح الدوارة، مما أحدث ضجة جحيمية نادرًا ما تم تكرارها على الأرض. عند الفجر وصلت النسور لتنظيف ما تركته التماسيح (...) من بين حوالي ألف جندي ياباني دخلوا مستنقعات رامري، تم العثور على حوالي عشرين فقط على قيد الحياة."
كرر كتاب آخرون، بما في ذلك روجر كاراس، في كتابه "خطير على الإنسان"( Dangerous to Man) لعام 1964، رواية رايت، حيث ذكر كاراس "لو جاءت القصة من مصدر آخر غير بروس رايت، لكنت قد أغريت برفضها". تم دمج القصة في موسوعة غينيس للأرقام القياسية باعتبارها أسوأ هجوم حيواني تم تسجيله على الإطلاق، بسبب تصريح رايت بأن "من بين حوالي ألف جندي ياباني دخلوا مستنقعات رامري، تم العثور على حوالي عشرين فقط على قيد الحياة". أدى وجود التماسيح في مستنقعات رامري إلى اعتقاد الجنود الآخرين المتمركزين في الجزيرة بأنها كانت مهمة في المعركة، حيث كتب جندي بريطاني في مذكراته أن "[عندما هبط الجيش، دفعوا اليابانيين إلى المستنقعات وقتلت التماسيح المئات منهم. اعتادوا أن يطلقوا على التماسيح اسم الحلفاء". في مذكراته، ملحمة في الحرب والسلام، روى الفريق أول جاك جاكوب (من الجيش الهندي) تجاربه أثناء المعركة، قائلاً:
"انسحب أكثر من ألف جندي من الحامية اليابانية إلى مستنقعات المانجروف المليئة بالتماسيح. دخلنا بالقوارب والمترجمين الذين يستخدمون مكبرات الصوت طالبين منهم الخروج. لم يخرج أحد. كانت تماسيح المياه المالحة، بعضها يزيد طوله عن 20 قدمًا (6.1 مترًا) تتردد على هذه المياه. ليس من الصعب أن نتخيل ما حدث لليابانيين الذين لجأوا إلى أشجار المانجروف!"
في عام 2006، سجل روبرت داف، الذي كان سابقًا من الفرقة 26، تاريخًا شفويًا لهيئة الإذاعة البريطانية، "بعد بضعة أسابيع تمكنا من دفع [اليابانيين] إلى المستنقع على الجانب الآخر من الجزيرة، والذي كان مليئًا بالتماسيح. قرروا المخاطرة في المستنقع بدلاً من الاستسلام. لم يخرج منهم سوى حفنة على قيد الحياة".
في تحليله لعام 2011 لحملة بورما، تحدى المؤرخ فرانك ماكلين هذا التفسير، قائلاً:
"إن المشكلة الأكثر أهمية هي مشكلة حيوانية واحدة. إذا كانت "آلاف التماسيح" متورطة في المذبحة، كما في أسطورة المناطق الحضرية (الغابة)، فكيف نجت هذه الوحوش الجائعة من قبل وكيف كانت لتنجو لاحقًا؟ إن النظام البيئي لمستنقع المانجروف، مع حياة الثدييات الضئيلة، لم يكن ليسمح ببساطة بوجود هذا العدد الكبير من العظائيات قبل مجيء اليابانيين (الحيوانات ليست معفاة من قوانين الاكتظاظ السكاني والمجاعات).
في عام 1974، أفاد الصحفي جورج فريزر أنه سأل مكتب الحرب الياباني عن هجوم التمساح وقيل له إنهم لا يستطيعون تأكيد حدوثه. في عام 2016، أفاد المؤرخ سام ويليس أنه عثر على وثائق تشير إلى أن الجنود اليابانيين غرقوا و/أو أُطلق عليهم الرصاص وأن التماسيح كانت تتغذى على جثثهم بعد ذلك.
في عام 2000، زار عالم الزواحف والبرمائيات ستيفن بلات جزيرة رامري، حيث أجرى مقابلات مع السكان الذين كانوا على قيد الحياة أثناء الحرب والذين أجبروا على العمل بالسخرة من قبل اليابانيين؛ وقد "رفضوا بالإجماع أي اقتراح بأن أعدادًا كبيرة من اليابانيين وقعوا فريسة للتماسيح". "وقعت الوفيات الوحيدة المرتبطة بالتماسيح عندما قُتل 10 إلى 15 جنديًا أثناء محاولتهم عبور نهر مين تشاونج، وهو قناة مد وجزر"، وخلص إلى أنه على الرغم من أن وفاة ما يقرب من 1000 جندي ياباني خلال معركة جزيرة رامري "موثقة جيدًا ولا جدال فيها"، إلا أن "هناك حاجة ضئيلة لاستدعاء افتراس التماسيح لهم".
نشر بلات تحليلاً تاريخيًا لادعاءات هجوم التمساح. وقد أثبت أن بروس رايت لم يكن في جزيرة رامري أثناء المعركة وأشار إلى أنه على الرغم من أن الفصول الأخرى في كتاب رايت قد حُكِيت بضمير المتكلم، إلا أن رواية المعركة كانت بضمير الغائب؛ وربما، كما تكهن بلات، كان رايت يكرر القصص التي رواها له الأصدقاء. كما أشار بلات إلى أن رايت لم "ينسب غالبية الخسائر اليابانية إلى افتراس التماسيح" ولكنه كتب أن 20 فقط من أصل 1000 جندي ياباني نجوا من المعركة، وأن التماسيح كانت "مجرد واحدة من العديد من المخاطر".
تتشابه نتائج بلات مع أقسام من كتاب رايت لعام 1968، رجال الضفادع في بورما، والذي سجل تجاربه في قيادة وحدة الاستطلاع البحري (SRU). في المذكرات، وصف رايت كيف وصل إلى رامري بعد انتهاء المعركة الرئيسية. وفي مقابلة مع أعضاء آخرين من وحدة SRU، أفاد رايت أن اثنين من الرجال تخليا عن مجدافيهما أثناء المعركة وتسلقا شجرة مانجروف لتجنب التمساح. وهناك، "سمعا صراخًا وإطلاق نار من البنادق أثناء الليل" بعيدًا عن موقع الحلفاء؛ "غالبًا ما كانت النسور تظهر فوق مناطق لم تصل إليها القوات [البريطانية] أبدًا..." وخلص رايت إلى أن اليابانيين لم يموتوا بسبب التماسيح فحسب، بل أيضًا بسبب "العطش" و"الجروح".